# NGC 1108
NGC 1108 је елиптична галаксија у сазвежђу Еридан која се налази на NGC листи објеката дубоког неба.
Деклинација објекта је - 7° 57' 2" а ректасцензија 2h 48m 38,5s. Привидна величина (магнитуда) објекта NGC 1108 износи 13,9 а фотографска магнитуда 14,9.